# Film venezuelani proposti per l'Oscar al miglior film straniero
Nel corso degli anni, nessun film venezuelano è stato candidato al Premio Oscar nella categoria miglior film straniero.
L'unico film ad aver superato la prima selezione e ad entrare nella short-list che precede l'annuncio delle nomination è stato Libertador di Alberto Arvelo, selezionato dal Centro Nacional Autónomo de Cinematografía per l'ottantasettesima edizione del premio.
| Anno | Film                                          | Regia                             | Risultato     |
| ---- | --------------------------------------------- | --------------------------------- | ------------- |
| 1979 | El Pez que Fuma                               | Román Chalbaud                    | Non candidato |
| 1985 | La casa de Agua                               | Jacobo Penzo                      | Non candidato |
| 1986 | Oriana                                        | Fina Torres                       | Non candidato |
| 1992 | Jericho                                       | Luis Alberto Lamata               | Non candidato |
| 1995 | Golpes a mi puerta                            | Alejandro Saderman                | Non candidato |
| 1996 | Sicario                                       | José Ramón Novoa                  | Non candidato |
| 1998 | Una vida y dos mandados                       | Alberto Arvelo                    | Non candidato |
| 1999 | Rizo                                          | Julio Sosa                        | Non candidato |
| 2000 | Huelepega: Ley de la Calle                    | Elia Schneider                    | Non candidato |
| 2001 | Oro Diablo                                    | José Ramón Novoa                  | Non candidato |
| 2002 | Una casa con vista al mar                     | Alberto Aruelo                    | Non candidato |
| 2003 | La pluma del arcángel                         | Luis Manzo                        | Non candidato |
| 2004 | Sangrador                                     | Leonardo Henriquez                | Non candidato |
| 2005 | Punto y Raya                                  | Elia Schneider                    | Non candidato |
| 2006 | 1888: El Extraordinario Viaje de Santa Isabel | Alfredo Anzola                    | Squalificato  |
| 2007 | Maroa: Una Niña de la Calle                   | Solveig Hoogesteijn               | Non candidato |
| 2008 | Postales de Leningradoe                       | Mariana Rondon                    | Non candidato |
| 2009 | El tinte de la fama                           | Alberto Bellame                   | Non candidato |
| 2010 | Libertador Morales, El Justiciero             | Efterpi Charalambidis             | Non candidato |
| 2011 | Hermano                                       | Marcel Rasquin                    | Non candidato |
| 2012 | El rumor de las piedras                       | Alejandro Bellame                 | Non candidato |
| 2013 | Piedra, papel o tijera                        | Hernán Jabes                      | Non candidato |
| 2014 | Brecha en el silencio                         | Luis Rodríguez e Andrés Rodríguez | Non candidato |
| 2015 | Libertador                                    | Alberto Arvelo                    | Short-list    |
| 2016 | Dauna. Lo que lleva el río                    | Mario Crespo                      | Non candidato |
| 2017 | Ti guardo (Desde allá)                        | Lorenzo Vigas                     | Non candidato |
| 2018 | El Inca                                       | Ignacio Castillo Cottin           | Non candidato |
| 2019 | La familia                                    | Gustavo Rondón Córdova            | Non candidato |
| 2020 | Yo, imposible                                 | Patricia Ortega                   | Non candidato |
| 2021 | Once Upon a Time in Venezuela                 | Anabel Rodríguez Ríos             | TBD           |

| Non candidato | Il film è stato proposto dal Venezuela, ma non è stato candidato dall'Academy of Motion Picture Arts and Sciences. |
| Short-list    | Il film è entrato nella "short-list" stilata a gennaio dei nove candidati per l'Oscar al miglior film straniero.   |
| Candidato     | Il film è entrato a far parte dei cinque candidati per l'Oscar al miglior film straniero.                          |
| Vincitore     | Il film ha vinto l'Oscar al miglior film straniero.                                                                |